# Seußen
Seußen, 1304 erstmals urkundlich erwähnt, war von 1869 bis 1977 eine Gemeinde und ist seit 1978  ist ein Gemeindeteil der Stadt Arzberg im Landkreis Wunsiedel im Fichtelgebirge (Oberfranken, Bayern).

## Geografie

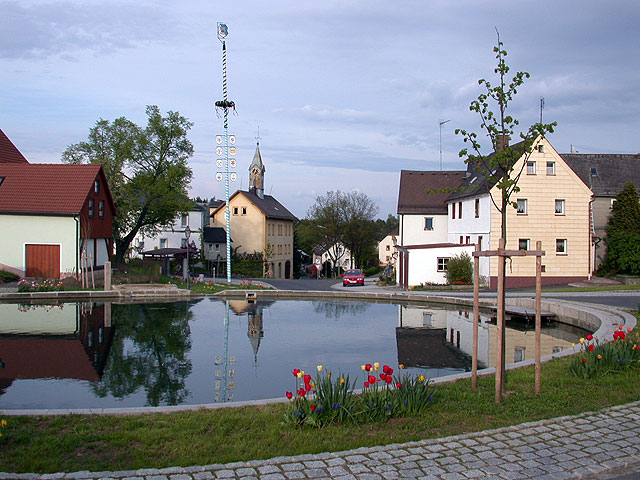
Am Seußener Dorfplatz

Das Kirchdorf liegt westlich des Kohlwalds (bis 656 m n.m.) und nördlich des Reichsforstes (bis 705 m ü. NHN) am Zusammenfluss von Röslau und Kössein (volkstümlich „Kösseine“) auf 481–502 m ü. NHN. Die Wohn- und Industriebauten östlich der Röslau bilden die Gemeindeteile Niebitz und Altenberg, westlich der Röslau den Gemeindeteil Teichmühle und südlich der Röslau die Gemeindeteile Dötschenmühle und Krippnermühle. Am Ortsausgang, nördlich der Röslau in Richtung Arzberg, befindet sich der Gemeindeteil Hübel.

## Geschichte
Im Jahre 1304 wurde Seußen (von siuza, Weide) erstmals erwähnt, als Ulricus de Hertenberg dem Kloster Waldsassen sechs Höfe in „Seyssen“ vermachte. Im Jahre 1499 gab es über zehn Lehensgeber in Seußen; unter anderen hatten die Markgrafen von Bayreuth, die Freiherren von Gravenreuth, die von Schirnding, die Pranter, die Stadt Eger und die Burg Eger dort Besitzungen. Im 14. und 15. Jahrhundert wird hier ein Eisenhammer erwähnt, der vom Wasser der Röslau betrieben wurde.
1618–1648 brachte der Dreißigjährige Krieg Seußen und der ganzen Region viel Leid. Mehrmals wurden Soldaten einquartiert, die das Dorf brandschatzten. Am schlimmsten muss es wohl 1640 gewesen sein, als mehrmals verschiedene Regimenter durch die Region zogen. Im Jahre 1816 suchten in einer gemeinsamen Eingabe vom 10. September „die Porcelainfabricanten Carl Magnus Hutschenreuther von Wallendorf im Coburgischen und Christian Paul Aecker zu Seußen, Landgerichts Wunsiedel“ über das für Hohenberg zuständige Landgericht Selb beim General-Commissariat des Mainkreises, dem Vorläufer der Regierung von Oberfranken, um Erlaubnis zur Errichtung einer Porzellanfabrik in Hohenberg nach. Dies war die Geburtsstunde der Porzellanindustrie im Fichtelgebirge, die in der ganzen Welt berühmt wurde. 1818 wurde die Gemeinde Seußen unter dem Rittergut Schlottenhof gebildet. Dazu gehörten die Ortsteile Dötschenmühle, Krippnermühle und Teichmühle. 1869 wurde Seußen nach der Auflösung der Grundherrlichkeit eine Gemeinde. Ab 1870 gehörten auch die Orte Haid und Korbersdorf zu Seußen. Im Jahre 1886 gründete Georg Frister eine Granithauerei und -schleiferei, die spätere Grasyma AG. 1932 wurde der Grundstein für die evangelische Kirche in Seußen gelegt, die 1934 eingeweiht wurde. Auch Haid und Korbersdorf gehören zur Kirchengemeinde Seußen, einer Tochtergemeinde von Arzberg. Im Jahre 1946 wurde unter dem Vorsitz von Werner Abraham aus dem Turnverein Seußen und der Sängervereinigung Seußen zum Erhalt der Vereinsvermögen ein Zentralverein gegründet, der 1950 wieder in die einzelnen Vereine aufgeteilt wurde. Im Jahre 1978 wurde die Gemeinde Seußen im Zuge der Gebietsreform in Bayern aufgelöst und am 1. Januar in die Stadt Arzberg eingegliedert.

### Wappen
Blasonierung: „Geteilt von Rot und Silber; oben ein stehendes silbernes Leistengitter, unten ein schwarzes Drehkreuz.“

### Baudenkmäler
Aus dem 17. Jahrhundert ist ein zweigeschossiges Fachwerkhaus mit einem Satteldach erhalten geblieben. Das Erdgeschoss ist aus Bruchsteinen gemauert, das Obergeschoss in Blockbauweise errichtet mit einer Schwalbenschwanzverzahnung an den Kanten.
Seit der Dorferneuerung sind in Seußen eine Sau aus Granit und ein aus Holz geschnitzter Sauhirte, beide in Lebensgröße, auf dem Dorfplatz aufgestellt. Damit soll an die Ursprünge von Seußen als Weideplatz an der Röslau erinnert werden. Ein anderes Objekt ist der Granitbrunnen von 1892.

### Einwohnerentwicklung
- 1910: 703[5]
- 1933: 587
- 1939: 585[6]
- 1961: 753[4]
- 1970: 693[4]
- 1987: 509[7]

## Verkehr
Die Kreisstraße WUN 14 führt von der Ortsmitte nach Wunsiedel und gegenläufig als Staatsstraße St 2456 bis südlich von Heiligenfurt in die Staatsstraße St 2176 von Arzberg nach Mitterteich. Nördlich der Ortschaft verläuft die Bundesstraße 303, welche wie die durch die Ortschaft verlaufende Kreisstraße WUN 18 nach Marktredwitz bzw. Schirnding führt. Beide verlaufen entlang der Bahnstrecke Nürnberg–Cheb mit dem aufgelassenen Bahnhof des Ortes, der bei km 131,2 dieser Strecke liegt.